# Någon du känner är din bäste vän
Någon du känner är din bäste vän är en psalm av Bo Setterlind som diktades år 1956 och vars musik komponerades av Karl-Olof Robertson år 1970. Första versen är hämtad från Matteusevangeliet 10:8 och andra versen är hämtad från Hebreerbrevet 7:25.

## Publicerad i
- Herren Lever 1977 som nummer 814 under rubriken "Fader, Son och Ande - Jesus vår Herre och Broder".[2]
- Den svenska psalmboken 1986 som nummer 357 under rubriken "Jesus, vår Herre och broder".
- Psalmer och Sånger 1987 som nummer 387 under rubriken "Fader, Son och Ande - Jesus, vår Herre och broder".[1]